# Vaccí triple víric
El vaccí triple víric o vacuna triple vírica o XRP (MMR vaccine en anglès) és una barreja dels tres virus vius atenuats que s'administra per mitjà d'injeccions d'immunització contra el xarampió, la rubèola i la parotiditis (XRP). Normalment, s'administra als nens al voltant dels dotze mesos d'edat, amb una segona dosi abans de començar l'escola (entre els 4 o 5 anys). La segona dosi no és una dosi de reforç, és una dosi per a produir la immunitat en el petit nombre de persones (2-5%) que no desenvolupen immunitat al xarampió després de la primera dosi. Als Estats Units, el vaccí va ser aprovat el 1971 i la segona dosi es va introduir el 1989. S'utilitza àmpliament en tot el món, des de la introducció de les primeres versions en la dècada de 1970, s'han usat més de 500 milions de dosis en més de 60 països. Com passa amb tots els vaccins, els efectes a llarg termini i l'eficàcia són objecte d'estudi continu tant per l'EMEA com la FDA. Merck comercialitza el vaccí amb el nom comercial MMR II™, GlaxoSmithKline Biologicals amb el nom de Priorix™, Serum Institute of India amb el nom de Tresivac™; i Sanofi Pasteur amb el nom de Trimovax™.
Abans que l'ús generalitzat d'un vaccí contra el xarampió, la incidència era tan alta que la infecció per xarampió es considerava "com una cosa inevitable com la mort i els impostos".
Els beneficis de la vaccinació contra el xarampió en la prevenció de la malaltia, la invalidesa i la mort estan ben documentats. Durant els primers 20 anys de vaccinació contra el xarampió als EUA s'estima que va impedir 52 milions de casos de la malaltia, 17.400 casos de retard mental i 5.200 defuncions associades a la infecció per xarampió. Entre 1999 i 2004, una estratègia dirigida per l'Organització Mundial de la Salut i l'UNICEF conduïren a millores en la cobertura de vaccinació contra el xarampió s'estima que evità 1,4 milions de morts per xarampió a tot el món.

## Eficàcia

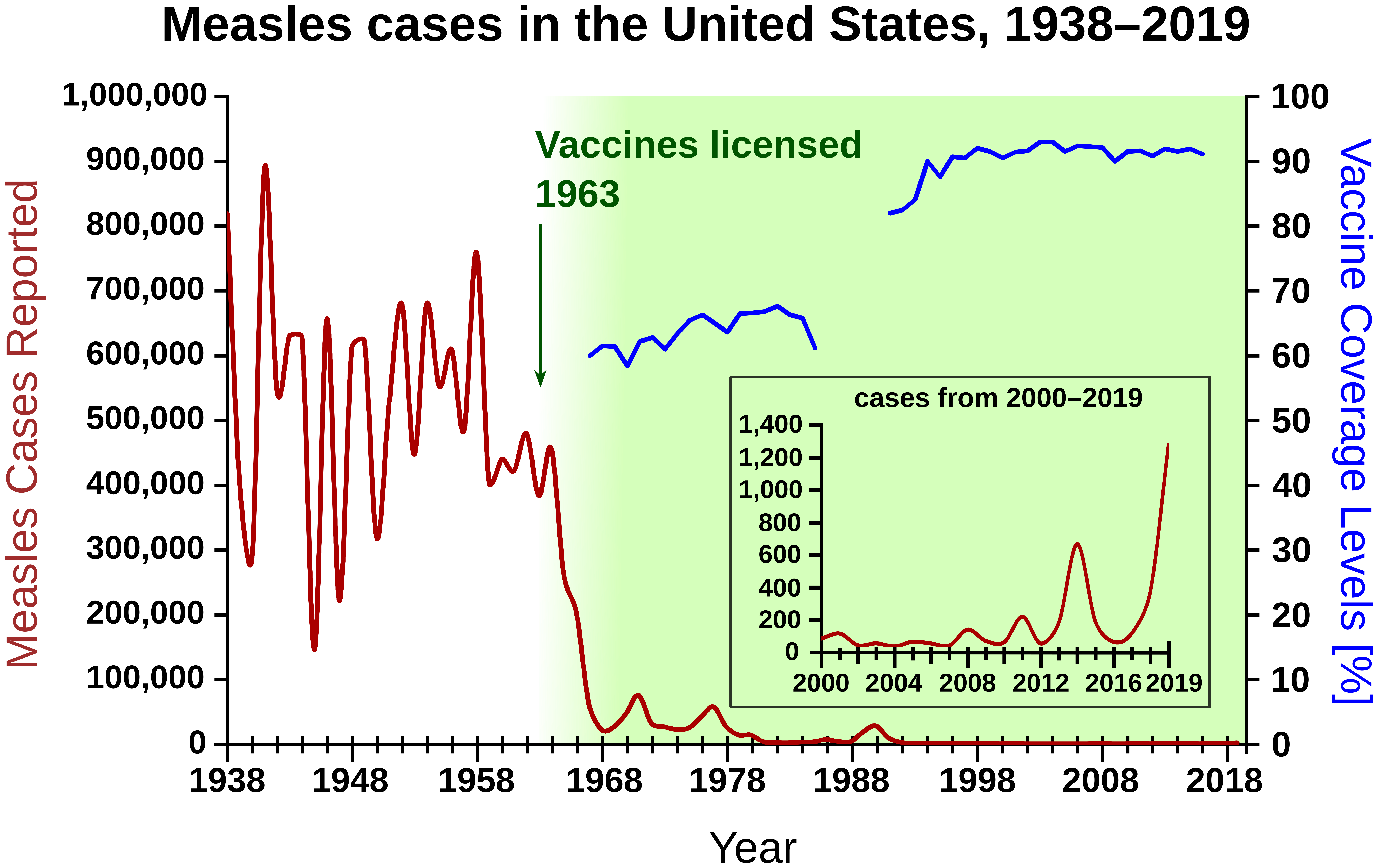
Els casos de xarampió caigueren en picat després que s'introduís la immunització amb el vaccí triple víric.

El xarampió és endèmic arreu. Encara que es va declarar eliminat dels EUA l'any 2000, les altes taxes de vaccinació i la bona comunicació amb les persones que rebutgen la vaccinació és necessària per prevenir els brots i mantenir l'eliminació del xarampió als EUA. Dels 66 casos de xarampió reportats als EUA el 2005, poc més de la meitat es devien a una persona no vaccinada que s'infectà arran una visita a Romania. Aquesta persona va tornar a una comunitat amb molts nens no vaccinats. El brot resultà en 34 persones infectades, majoritàriament nens i gairebé tots ells no vaccinats, dels que un 9% van haver de rebre ingrés hospitalari, i el cost de contenir el brot es va estimar en 167.685 $. S'evità una important epidèmia degut a les altes taxes de vaccinació en les comunitats veïnes.
La parotiditis és una altra malaltia vírica de la infància que era molt comuna. Si la parotiditis s'adquireix per un home que ja ha passat la pubertat, es pot arribar a patir una orquitis bilateral, complicació que en alguns casos pot conduir a l'esterilitat.

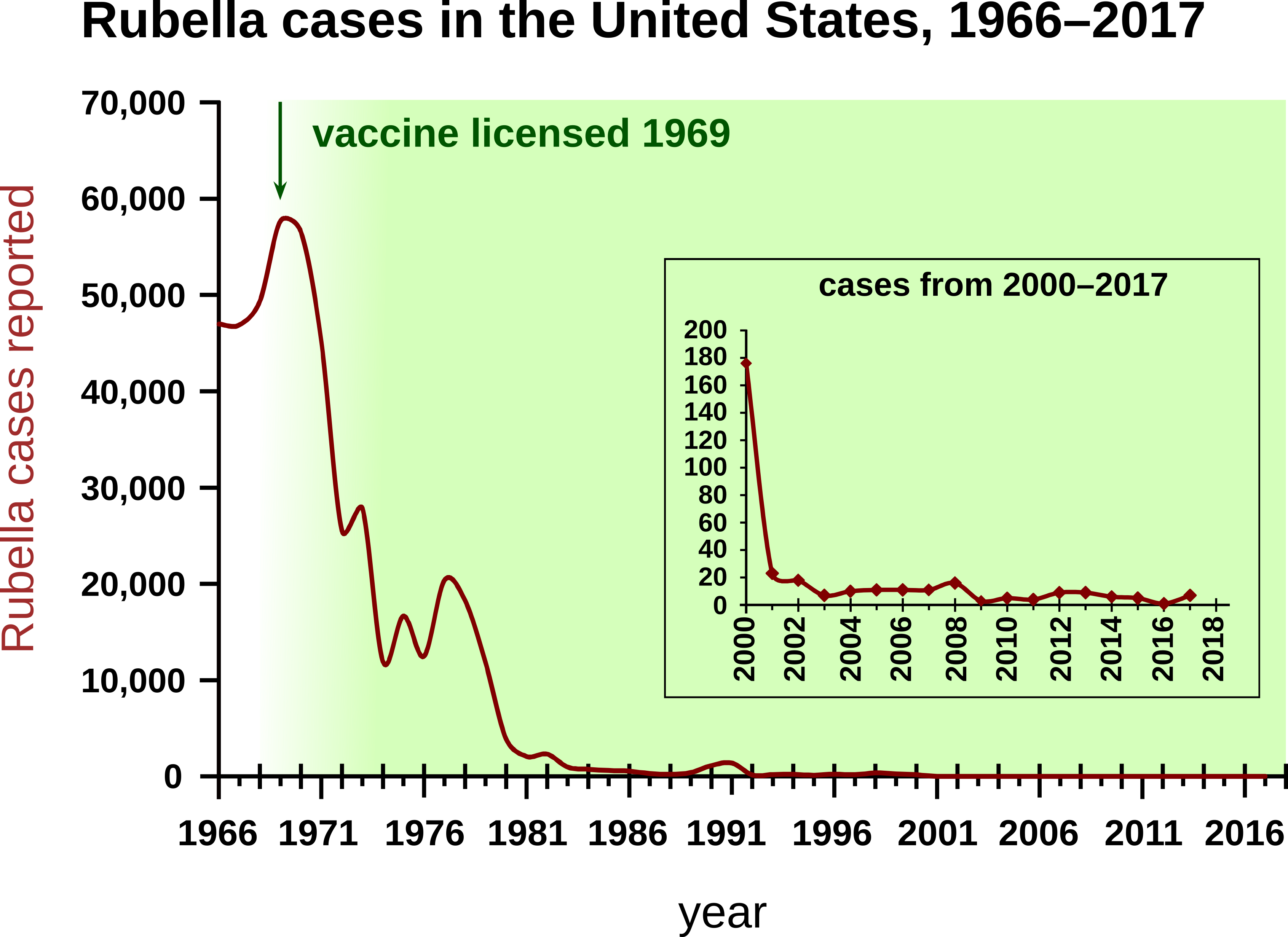
La rubèola decaigué fortament quan s'introduí la immunització

La rubèola, també coneguda com a xarampió alemany, també és molt comú abans de l'arribada de la vacciunació generalitzada. El principal risc de la rubèola és que una dona embarassada infectada traspassi la infecció al seu nadó el qual pugui contraure la rubèola congènita, el que pot causar importants defectes congènits.
Les tres malalties són altament contagioses. La combinació del vaccí triple víric fou introduïda per induir la immunitat de forma menys traumàtica que amb tres injeccions alhora, i més eficaçment que tres injeccions administrades en diferents dies.
El 2005, la Cochrane Library publicà una revisió de 31 estudis científics. Un dels seus principals resultats deia: "No hem pogut identificar estudis que avaluïn l'eficàcia de la taxa de mortalitat materna que van complir amb els nostres criteris d'inclusió tot i que l'impacte de la immunització massiva sobre l'eliminació de les malalties ha estat àmpliament demostrada." Els seus autors van concloure que: "La prova existent pel que fa a la seguretat i l'eficàcia del vaccí MMR sosté les polítiques actuals de la massa mundial d'immunització destinada a l'erradicació del xarampió, per tal de reduir la morbiditat i la mortalitat associades a la parotiditis i la rubèola."

## Desenvolupament, formulació i administració
El component de soques virals del vaccí triple víric fou desenvolupada mitjançant la propagació de les cèl·lules humanes i animals. Els virus vius requereixen les cèl·lules humanes o animals com a hoste per a la producció de noves partícules virals.
Per exemple, en el cas dels virus de la parotiditis i el xarampió, les soques del virus es cultiven en embrions de pollastre i en cultius cel·lulars d'embrió de pollastre. Aquestes soques virals produïdes s'han adaptat per als ous de pollastre i són menys adequades per a les cèl·lules humanes. Aquestes soques són igualment soques atenuades. Sovint s'anomenen a vegades com a neuroatenuades perquè aquestes soques són menys virulentes per a les neurones humanes que les soques salvatges.
El component de la rubèola, Meruvax, es propaga utilitzant una línia cèl·lular humana (WI-38, anomenada així per l'Institut Wistar) seleccionada el 1961 procedents dels teixit pulmonar embrionari provinent d'avortaments. Aquesta línia cel·lular fou obtinguda a partir de teixits de fetus avortats, el que planteja objeccions religioses.
| Malaltia immunitzada | Component del vaccí | Soca del virus                                    | Medi de propagació                           | Medi de cultiu                                                                               |
| -------------------- | ------------------- | ------------------------------------------------- | -------------------------------------------- | -------------------------------------------------------------------------------------------- |
| Parotiditis          | Attenuvax           | Soca atenuada Enders' Edmonston                   | Cultiu de cèl·lules d'embrió de pollastre    | Medi 199                                                                                     |
| Xarampió             | Mumpsvax            | Jeryl Lynn (B level) strain                       | Cultiu de cèl·lules d'embrió de pollastre    | Medi 199                                                                                     |
| Rubèola              | Meruvax II          | Soca Wistar RA 27/3 de virus de rubèola atenuats. | WI-38 fibroblasts diploides pulmonars humans | MEM (solució amb sals tamponadores, sèrum fetal boví, seroalbúmina humana i neomicina, etc.) |

MMR II es presenta liofilitzada i conté virus vius. Abans de la injecció es reconstitueix amb el dissolvent proporcionat pel fabricant. El vaccí triple víric s'administra mitjançant una injecció subcutània. La segona dosi pot administrar a partir dels 30 dies després de la primera dosi. La segona dosi no és una dosi de reforç (booster), sinó que serveix per a produir la immunitat en el petit nombre de persones (2-5%) que no desenvolupen immunitat al xarampió després de la primera dosi. Als EUA es fa abans de l'entrada a la guarderia, ja que és un moment oportú.

## Seguretat
Es poden produir reaccions adverses, rarament greus, deguts als diversos components del vaccí triple víric. El 10% dels nens poden desenvolupar febre, malestar i erupcions entre 5 i 21 dies després de la primera dosi; el 5% poden desenvolupar dolor a les articulacions. Les dones d'edat avançada semblen tenir un major risc de dolor articular, artritis aguda i fins i tot, encara que rarament, artritis crònica. L'anafilaxia és una rara però greu reacció al·lèrgica al vaccí. Una de les causes pot ser al·lèrgia a l'albúmina d'ou present en el vaccí. El vaccí produeix breus altres reaccions adverses.
El nombre d'informes sobre trastorns neurològics és molt petit, només proven una associació entre una forma del vaccí triple víric que conté la soca Uraba de la parotiditis i casos adversos rars de meningitis asèptica, una forma transitòria lleu de meningitis viral. El Servei Nacional de Salut del Regne Unit (UK National Health Service) deixà d'usar la soca Uraba de la parotiditis al començament del decenni de 1990 a causa dels casos de meningitis viral lleu transitòria, i se substituí per la soca Jeryl Lynn de la parotiditis al seu lloc. La soca Uraba segueix en ús en diversos països, ja que és resulta molt més barata de fabricar que la que conté la soca Jeryl Lynn, i una soca amb major eficàcia tot i dur associada una proporció més alta d'efectes adversos lleus compensa en el cas que calgui reduir elevades taxes d'incidència de la malaltia.
La revisió de la Cochrane Library descrigué diversos problemes a la qualitat del vaccí triple víric en els estudis de seguretat. Els seus autors van concloure recomanant l'adopció de definicions estandarditzades dels esdeveniments adversos. El resum de la revisió conclou que: "el disseny i la presentació d'informes dels resultats de seguretat en els estudis del vaccí triple víric, tant pre-i post-comercialització, són en gran manera inadequats. Les proves d'efectes adversos després de la vaccinació amb el triple víric no es pot separar de la seva funció en la prevenció de les malalties ".

## Reclamacions sobre l'autisme
Al Regne Unit, el vaccí triple víric fou objecte de controvèrsia després de la publicació d'un document de 1998 per Andrew Wakefield et al. que documentava un estudi de dotze nens que sofriren trastorns de l'espectre autista i símptomes intestinals, inclosos els casos en què inicialment es va considerar que era poc després de l'administració del vaccí triple víric. Durant una conferència de premsa 1998, Wakefield suggerí que els vaccins que els nens en tres dosis seria més segur que una sola injecció.
Aquesta afirmació no estava avalada per cap estudi publicat i posteriors estudis de revisió no han demostrat cap associació entre el vaccí i l'autisme. L'administració del vaccí en tres dosis no redueix la possibilitat d'efectes adversos i augmenta l'oportunitat per a la infecció per a les dues malalties contra les malalties per les que no ha estat immunitzat. Els experts en salut pública responsabilitzaren als mitjans de comunicació de difondre aquesta controvèrsia sobre l'autisme que causà un descens en les taxes de vaccinació.
El 2004, arran d'una investigació realitzada per The Sunday Times, la interpretació de la secció de l'estudi, que descrivia aquesta possible correlació entre el vaccí i l'autisme, deu dels dotze coautors de l'informe de Wakefield es retractaren formalment. Els Centers for Disease Prevention and Control, l'Institut de Medicina de l'Acadèmia Nacional de Ciències (Institute of Medicine of the National Academy of Sciences), el “Servei Nacional de Salut Regne Unit” (UK National Health Service) i de la revisió de la Cochrane Library conclogueren que no hi havia evidències d'una vinculació entre el vaccí triple víric i l'autisme.
El 2007 Wakefield fou objecte d'una audiència disciplinària del General Medical Council per les acusacions que les seves investigacions havien rebut finançament en relació amb els litigis contra els fabricants del vaccí triple víric; i que havia ocultat aquest fet als editors de The Lancet. Més tard es revelà que Wakefield havia rebut 435.643 lliures esterlines (sobre els 780.000 €), més les despeses de consultoria relacionats amb la demanda.
Aquest finançament provenia del UK legal aid fund, un fons destinat a proporcionar serveis legals als pobres. El 2009, The Sunday Times va informar que Wakefield havia manipulat les dades dels pacients provocant l'aparença d'una associació amb autisme en el document de 1998.

## Vaccí MMRV
El MMRV (MMRV vaccine) és un vaccí combinada de xarampió, parotiditis, rubèola i varicel·la que s'ha proposat com un substitut pel vaccí triple víric per tal de simplificar l'administració dels vaccins. Les dades preliminars indiquen una taxa de febre induïda per la inoculació de 9 per 10.000 vaccins amb la tetravalent, enfront del 4 per 10.000 administrant separadament les injeccions del triple víric i la varicel·la; els funcionaris de salut dels EUA, per tant, no expressen la seva preferència per l'ús del vaccí més que l'administració d'injeccions separades del triple víric.